# 臼田 (小惑星)
臼田 (うすだ、12432 Usuda) は小惑星帯の小惑星である。佐藤直人と浦田武が1996年に発見した。
宇宙航空研究開発機構 (JAXA) の通信施設臼田宇宙空間観測所が長野県の佐久市旧臼田町にあることに因んで命名された。